# Rivers
För andra betydelser, se Rivers (olika betydelser).
Rivers är en delstat som är belägen i Nigerdeltat i sydöstra Nigeria. Bayelsa ingick fram till 1996 då detta område bildade en egen delstat.

## Tidigare guvernörer
- Alfred P. Diete-Spiff, 1967–1975
- Zamani Lekwot, 1975–1978
- Sulieman Saidu, 1978–1979
- Melford Okilo, 1979–1983
- Fidelis Oyakhilome, 1984–1986
- Anthony S. I. Ukpo, 1986–1988
- Ernest O. Adeleye, 1988–1990
- Godwin O. Abbe, 1990–1991
- Rufus Ada George, 1992–1993
- Dauda Musa Komo, 1993–1996
- Musa Sheikh Shehu, 1996–1998
- Samuel Ewang, 1998–1999
- Peter Odili, 1999–2007
- Celestine Omehia, 2007
- Rotimi Amaechi, 2007–2015
- Nyesom Wike, 2015–